# Печеньки Госдепа

Виктория Нуланд и посол США на Украине Джеффри Пайетт раздают продукты людям на Майдане Незалежности

«Печеньки Госдепа» (также «печеньки Нуланд», впоследствии также «печеньки») — геополитический мем, связанный с раздачей продуктов на Евромайдане официальным представителем Государственного департамента США Викторией Нуланд и послом США на Украине Джефри Пайеттом 11 декабря 2013 года.
Нуланд и Пайетт раздавали на Евромайдане сэндвичи, булочки и пирожки, однако в российских СМИ закрепилось уничижительное название «печеньки». Российская пропаганда описывала Евромайдан как антироссийский проект, подготовленный секретными службами Запада, а Виктория Нуланд купила целую страну за «печеньки». На самом деле, протесты в Киеве начались в ноябре 2013 из-за отказа президента Украины Януковича подписать соглашение об ассоциации с Евросоюзом.

## История
11 декабря 2013 года во время событий Евромайдана в Киеве палаточный городок митингующих посетили официальный представитель Государственного департамента США Виктория Нуланд и посол США на Украине Джефри Пайетт. В процессе посещения Джефри Пайетт нёс пакет с продуктами, а Виктория Нуланд из пакета их раздавала протестующим.
Это событие было широко освещено СМИ. Фактически Нуланд и Пайетт раздавали протестующим сэндвичи, булочки и пирожки, однако в российских СМИ раздаваемое угощение получило название «печеньки». В частности, исследователи отмечали, что «Комсомольская правда» отразила событие следующим образом: «Заместитель госсекретаря США Виктория Нуланд посетила киевский майдан. И не просто как заезжий турист с обзорной экскурсией, а как настоящая „белая госпожа, приехавшая к туземцам с бусами“. В данном случае роль бус играли хлеб и печеньки, которые нёс за ней в пакете посол США на Украине Джефри Пайетт. Виктория не глядя засовывала руку в пакет за первым, что в неё попадется (булка, печенье), и одаривала первого попавшегося с непередаваемым выражением лица…». В результате сформировался мем «печеньки Госдепа» («Госдеп» — сокращение от Государственный департамент США) или «печеньки Нуланд». Факт принятия протестующими угощения маркирует в меме защитников майдана как «продавшихся Америке».
В апреле 2018 года Виктория Нуланд в интервью Deutsche Welle на вопрос журналиста о «печеньках Госдепа» сказала, что её действия 11 декабря 2013 года в Киеве были использованы в качестве одной из «попыток Кремля использовать соцсети для создания собственного нарратива». Нуланд описала события следующим образом: «Одна из ночей в Киеве закончилась насилием против протестующих, когда штурмовики Януковича начали вытеснять людей с площади. А на следующий день, прежде чем идти к Януковичу, я спустилась на площадь. Я чувствовала, что мы не должны выходить с пустыми руками. В итоге мы принесли сэндвичи и раздавали их не только протестующим, но также и сотрудникам украинских служб безопасности, которыми злоупотребили их собственные лидеры и отправили против их соотечественников».

## Лингвистический анализ
Доктор филологических наук Е. Г. Борисова пишет, что согласно её анализу текстов, произведённому в конце 2015 года, слово «печеньки» (без кавычек) употребляются СМИ достаточно широко в значении «материальная поддержка протеста» при сохранении исходной связи с событиями 2013 года в Киеве.
Старший научный сотрудник Лаборатории теоретической фольклористики Школы актуальных гуманитарных исследований Института общественных наук Д. А. Радченко, а затем и российский филолог Н. А. Пром пишут, что мем представляет собой многослойное переосмысление, так как его прецедентность обусловлена не только ассоциацией с событиями на Майдане, но и со «Сказкой о Военной тайне, о Мальчише Кибальчише и его твёрдом слове» Аркадия Гайдара, изданной в 1933 году, в которой предательство Мальчиша-Плохиша вознаграждается «целой корзиной печенья».
Борисова называет слово «печеньки» примером дискурсно ориентированной лингвополитической лексики, обозначающим зарубежную поддержку протестующих сил.